# Casa de Petrovič-Njegoš
El Llinatge de Petrović-Njegoš (ciríl·lic: Петровић-Његош) ha estat la Casa Reial de Montenegro des de 1696. Montenegro fou reconegut internacionalment l'any 1878, no obstant ja existida de facto des de 1711.
Montenegro era governat pels anomenats Vladikas, Bisbes-Prínceps, en els quals s'hi ajuntaven el paper temporal i espiritual. En 1852 aquest doble paper era esmenat passant a ser una paper purament temporal. El 1910 el príncep Nicolau I de Montenegro anuncià l'elevació al títol de "rei". El 1916 Nicolau fou destituït per la invasió i ocupació del seu país per part de l'Imperi Austrohongarès. Invasió que era seguida per la invasió i ocupació de Sèrbia. El 1918 Montenegro era annexionat al nou Regne de Serbis, Croats i eslovens. Montenegro restà un període de vuitanta anys de control des de Belgrad.
Nicolau I moria en exili a França el 1921, fou succeït pel seu fill Danilo III, el qual abdicava per sorpresa el mateix any. El títol, doncs, passa a mans de Miquel Petrović-Njegoš, nebot de Danilo. Miquel fou exiliat a França. Durant la segona guerra mundial Miquel fou arrestat i internat per ordre d'Adolf Hitler per rebutjar erigir-se com a cap d'un estat titella montenegrí alineat als Poders D'eix. Miquel era succeït pel seu fill Nicolau Petrović-Njegoš (Nicolau II) el 1986. Aquest últim retornava a Montenegro per donar suport al moviment d'independència Montenegrí que passava a aconseguir plena sobirania l'any 2008 establint-se la República de Montenegro.

## Caps de la Casa de Petrović-Njegoš (1696 Present)

### Vladikas (Bisbes - prínceps) de Montenegro (1696-1852)
- Danilo I Šćepčev Petrović-Njegoš (1696–1735)
- Sava II Petrović-Njegoš (1735–1781)
- Vasilije III Petrović-Njegoš (corregnant amb Sava II) (1750–1766)
- Petar I Petrović-Njegoš (Sant Pere de Cetinje, Sveti Petar Cetinjski) (1782–1830)
- Petar II Petrović-Njegoš (1830–1851)
- Danilo II Petrović-Njegoš (1851-1852) autonomenat com a Knjaz (príncep) el 1852 prenen el nom de Danilo I, Príncep de Montenegro.

### Prínceps de De Montenegro (1852-1910)
- Príncep Danilo I Petrović-Njegoš (1852–1860)
- Príncep Nicolau I de Montenegro (1860–1910) autonomenat Kralj (rei) el 1910.

### Reis de Montenegro (1910-1918)
- Rei Nicolau I Petrović-Njegoš (1910-1918)

### Governants Titulars de Montenegro (1918 Present)
- Rei Nicolau I Petrović-Njegoš (1918–1921)
- Rei Danilo III Petrović-Njegoš (1921)
- Príncep Hereu Miquel I Petrović-Njegoš (1921–1986)
- Príncep Hereu Nicolau II Petrović-Njegoš (1986–present, actual pretendent)

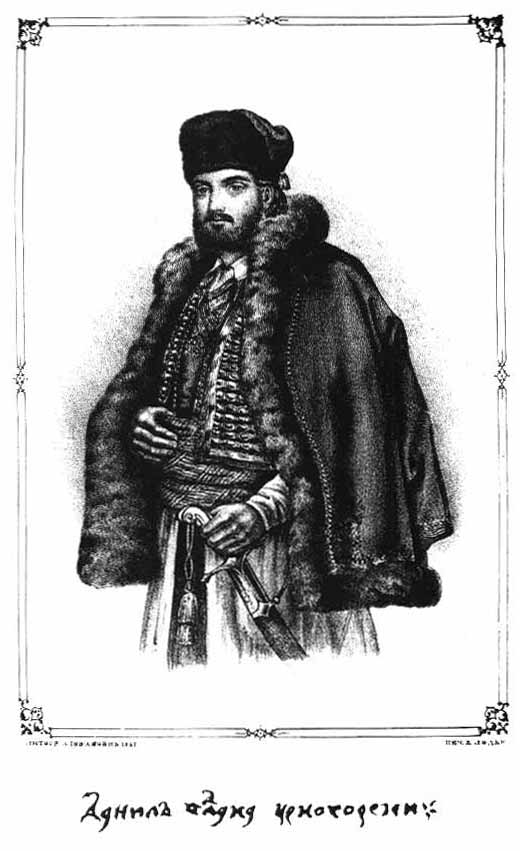
Danilo I de Montenegro (1696-1735)
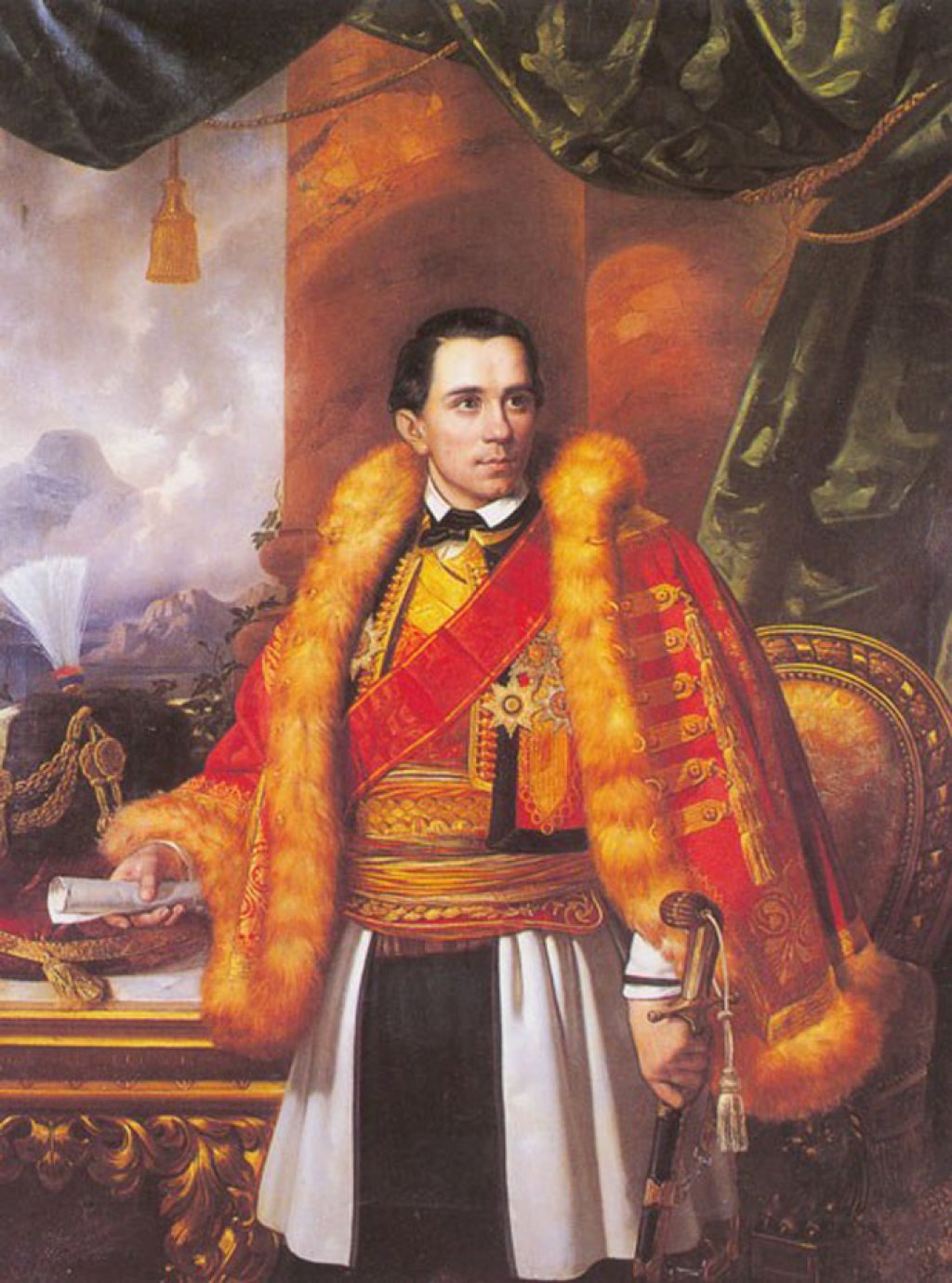
Danilo II de Montenegro (1851-1860)
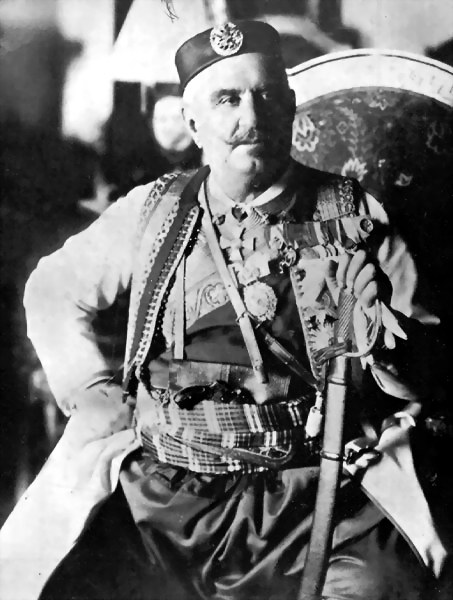
Nicolau I de Montenegro

## enllaços Externs
- The Njegoskij Fund Public Project Arxivat 2006-06-13 a Wayback Machine. fons documental digital privat.
- lloc web Oficial de la Casa Reial de Montenegro Arxivat 2007-09-28 a Wayback Machine.